# Stagno di Pauli Grabiolas
Lo stagno di Pauli Grabiolas, o Pauli Is Crabiolus, è una zona umida situata lungo la costa occidentale della Sardegna, all'altezza del golfo di Oristano. Appartiene amministrativamente al comune di Santa Giusta e ricade all'interno dell'area SIC ITB030016 che condivide con gli stagni di S'Ena Arrubia e Zugru Trottu.